# Zeta Pavonis
Zeta Pavonis (ζ Pav, förkortat Zeta Pav, ζ Pav) som är stjärnans Bayerbeteckning, är en ensam stjärna belägen i den sydvästra delen av stjärnbilden Påfågeln. Den har en skenbar magnitud på 4,01 och är synlig för blotta ögat där ljusföroreningar ej förekommer. Baserat på parallaxmätning inom Hipparcosuppdraget på ca 14,9 mas, beräknas den befinna sig på ett avstånd på ca 218 ljusår (ca 67 parsek) från solen. Den rör sig närmare solen med en radiell hastighet på -16,3 km/s. Sett utifrån dess rörelse genom rymden verkar stjärnan ingå i stjärnhopen Hyaderna.

## Egenskaper
Zeta Pavonis är en orange jättestjärna av spektralklass K0 III, som anger att den förbrukat förrådet av väte i dess kärna. Den har en radie som är ca 19 större än solens och utsänder från dess fotosfär ca 155 gånger mera energi än solen vid en effektiv temperatur på ca 4 600 K. 
Zeta Pavonis har en följeslagare, förmodligen optisk, med skenbar magnitud på 12,0 och separerad med ca 55,6 bågsekunder.